# Plantas Hartwegianas imprimis Mexicanas
Plantas Hartwegianas imprimis Mexicanas (abreviado Pl. Hartw.) es un libro con ilustraciones y descripciones botánicas que fue escrito por el botánico, pteridólogo y micólogo inglés George Bentham que fue editado en el año 1839.